# Duché de Holstein
Pour les articles homonymes, voir Holstein (homonymie).
1474–1866
Entités précédentes :
- Comté de Holstein

Entités suivantes :
- Royaume de Prusse

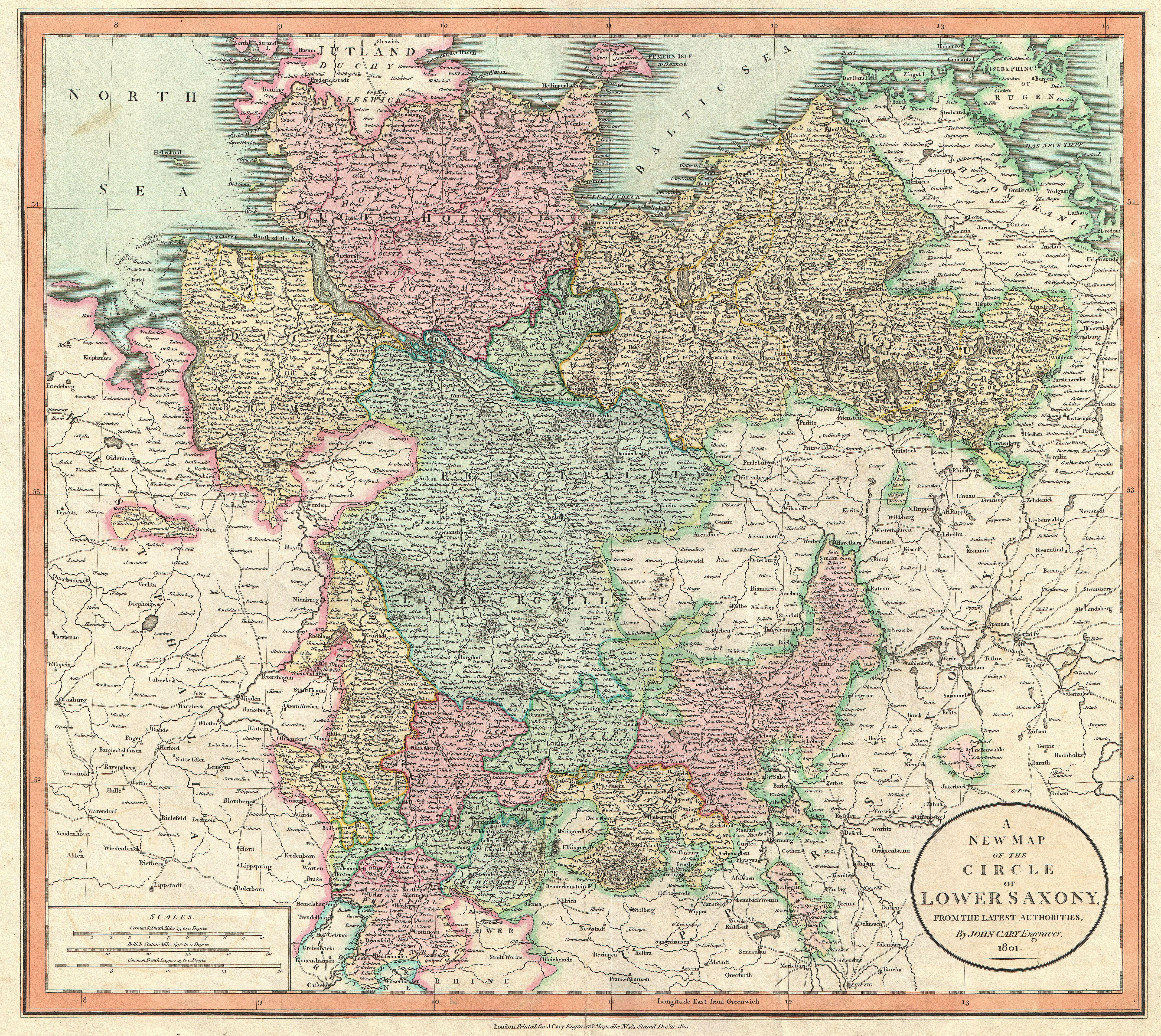
Le duché de Holstein (en rose) dans le cercle de Basse-Saxe.

Le duché de Holstein (en allemand : Herzogtum Holstein ; en danois : Hertugdømmet Holsten) est un ancien État du Saint-Empire romain. Il est né en 1474, lorsque le roi Christian Ier de Danemark, qui était alors aussi bien duc de Schleswig que comte de Holstein en union personnelle, obtint de l'empereur Frédéric III l'élévation du comté de Holstein — augmenté de la Dithmarse, de la Wagrie et du Stormarn, — en duché immédiat,, et fut lui-même nommé à la tête du nouveau duché.
En 1815, Holstein devient un État membre de la Confédération germanique. Néanmoins, le roi de Danemark continua à exercer les fonctions du duc dans le cadre du royaume-uni danois. Attisé par la conception du nationalisme au XIXe siècle, la « question du Schleswig-Holstein » se déchargea dans les violents affrontements de la première guerre de Schleswig de 1848 jusqu'en 1851. Après la guerre des Duchés, Holstein est intégré à la Prusse dans la province du Schleswig-Holstein en 1867.

## La souveraineté danoise
Au haut Moyen Âge, la région de Nordalbingia dans le sud de la péninsule du Jutland était peuplée par les tribus saxonnes des Holsatiens, Dithmarses et Stormariens. Au sud-est, les Wagriens, un peuple slave, habitaient la côte Baltique. La frontière avec les territoires des Danois et des Frisons au nord se dessinait le long de la rivière Eider. Le comté de Holstein fut créé par Lothaire de Supplinbourg, duc de Saxe, en 1110 ; les descendants du comte Adolphe Ier de la maison de Schaumbourg gouvernèrent le pays plus de trois cents ans.
Après l'extinction de la lignée en 1459, la noblesse de Holstein et de Schleswig ont choisi le roi danois Christian Ier comme souverain. Il avait déjà, lors du Traité de Ribe en 1460, dû reconnaître l'indivisibilité des deux domaines. C'est ainsi que se forma l'unité historique des deux duchés. La frontière de l'Eider resta toutefois encore d'actualité, puisque le Schleswig restait un vassal danois, tandis que le Holstein demeurait un État du Saint-Empire jusqu'en 1806.

### Dans la Confédération germanique
Le paragraphe sur l'indivisibilité des deux duchés fut la base du mouvement nationaliste qui se déclencha au XIXe siècle et qui demandait une séparation de la couronne danoise, ainsi que l'intégration du Schleswig germanophone à la Confédération germanique tout comme l'était déjà le Holstein. Les danophones demandaient, eux, le rattachement pur et simple des duchés au Danemark.
L'insurrection du 1848 amène la mise en place d'un gouvernement provisoire dans les deux territoires. De plus, celle-ci bénéficie d'une intervention militaire austro-prussienne destinée à le soutenir : c'est la première guerre des Duchés. Sous la pression des Britanniques et des Russes, les belligérants signent la trêve de Malmö le 26 août 1848, trêve rompue par le Danemark le 10 juillet 1849. La paix définitive est signée à Berlin le 2 juillet 1850. Un mois plus tard, le premier protocole est signé à Londres, réhabilitant les distinctions entre les duchés et le royaume du Danemark. Un deuxième protocole est ajouté en 1852 et accorde la succession des duchés aux Danois, tout en garantissant leurs autonomies.
Cependant le problème de fond qui constitue l'entrée des duchés dans la Confédération germaniques n'est pas résolue.

## L'éloignement du Danemark

### La guerre des duchés
En 1863, le roi du Danemark Christian IX viole le traité de Londres en étendant la constitution du Danemark aux duchés d'Holstein et de Lauenburg. Il annexe également le duché de Schleswig, en mars. La Prusse et l'Autriche lancent donc un ultimatum le 16 janvier 1864, puis lui déclarent la guerre : la seconde guerre des Duchés éclate.
Après la défaite de Dybbøl Mølle, la convention de Gastein est signée à Vienne, le 30 octobre 1864. Les deux duchés sont remis à la Prusse et à l'Autriche.
Le duché de Holstein passe alors sous souveraineté autrichienne et celui du Schleswig à la Prusse.

### La guerre austro-prussienne
En 1866, Bismarck, premier ministre du royaume de Prusse, en dénonçant une mauvaise gestion autrichienne dans le duché de Holstein, déclenche la guerre austro-prussienne. La victoire de Sadowa écarte les Autrichiens de la Confédération germanique. Désormais c'est la voie de la petite Allemagne qui est prise pour l'unité et non plus l'option fédératrice et ouverte d'une grande Allemagne.
Le Schleswig et le Holstein sont alors annexés à la Prusse et deviennent une province unique à part entière en 1867.

## Personnalités liées au duché
- Le théologien allemand Christian Kortholt est né dans l'île de Fehmarn en 1633.